# Seleucidis melanoleucus
La paradisea dalle dodici penne (Seleucidis melanoleucus (Daudin, 1800)) è un uccello della famiglia Paradisaeidae, unica specie ascritta al genere Seleucidis Lesson, 1834.

## Etimologia
Il nome del genere, Seleucidis, si riferisce ai Seleucidi, mentre il nome scientifico della specie, melanolauca, deriva dall'unione delle parole greche μέλανος (mélanos, "nero") e λευκόν (lefkón-leukón, "bianco"), "bianco e nero", in riferimento alla livrea di questi uccelli da morti, in quanto il giallo del ventre sbiadisce molto in fretta dopo il decesso dell'animale.

## Descrizione

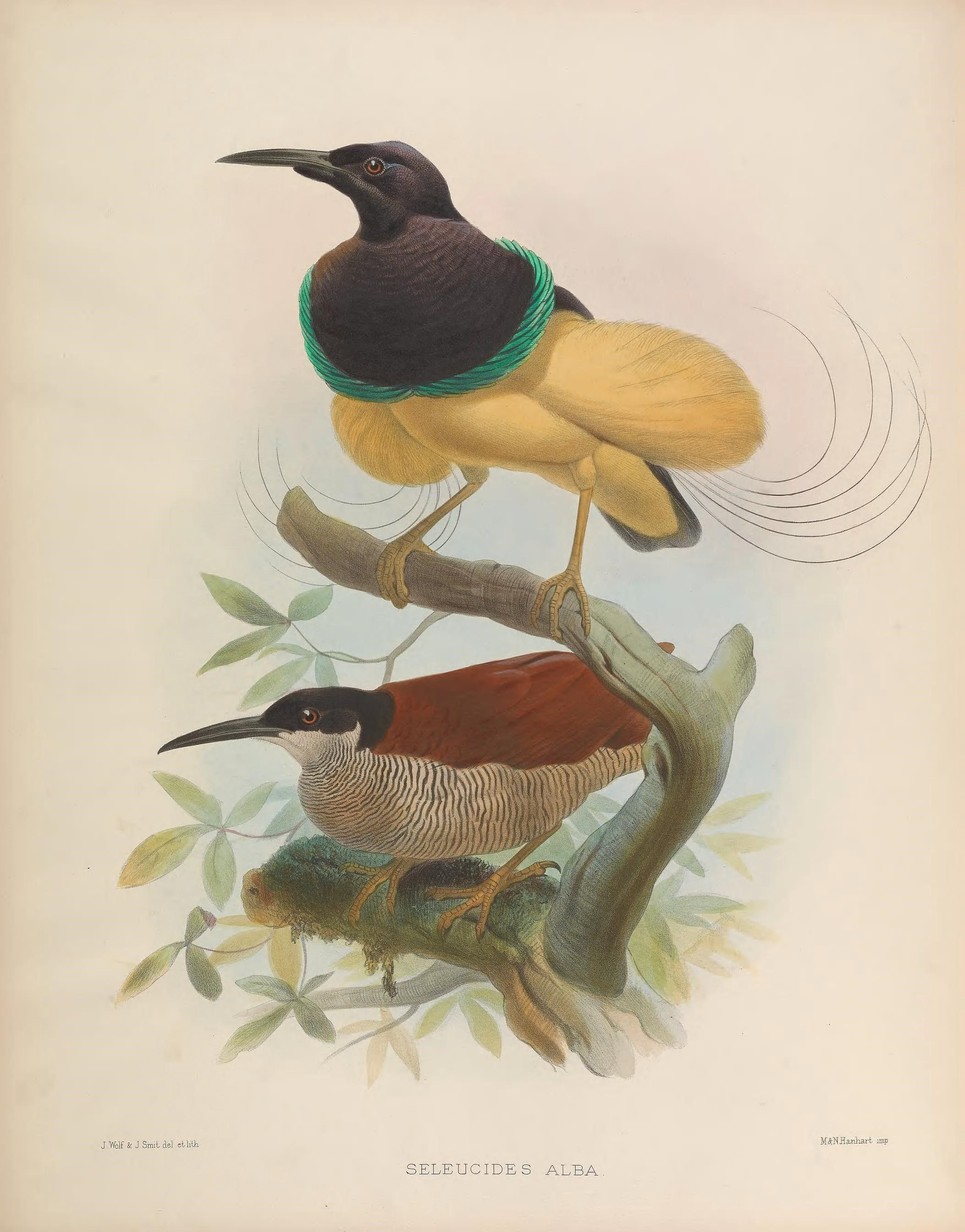

### Dimensioni
Misura 33–35 cm di lunghezza, per 160-217 g di peso: a parità d'età, i maschi sono più pesanti delle femmine, che però possiedono coda più lunga.

### Aspetto

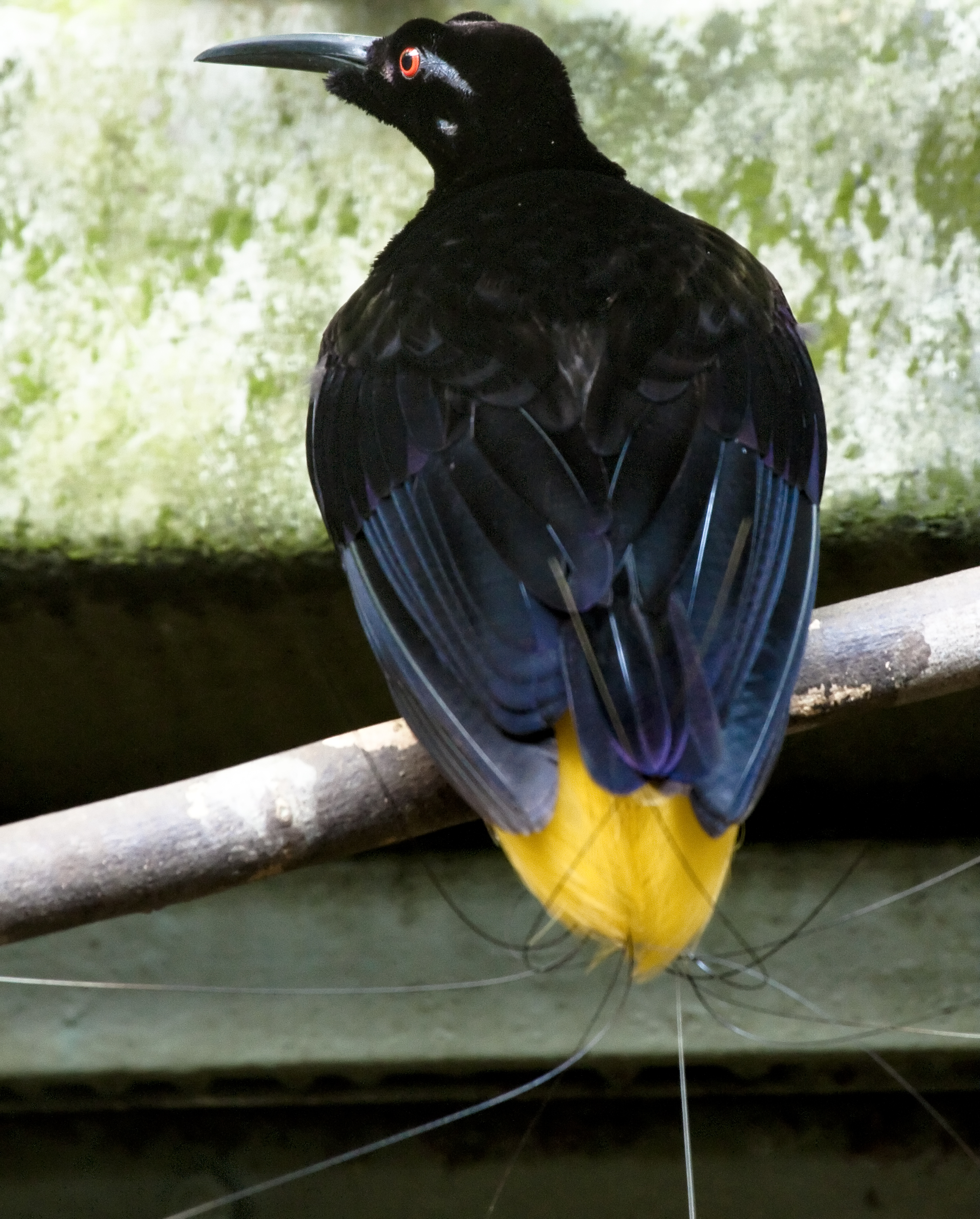
Maschio visto di spalle lascia osservare le penne filiformi alle quali la specie deve il nome.

A prima vista, le paradisee dalle dodici penne possono ricordare un grosso merlo: la testa è piccola, con becco lungo e sottile (che nel maschio è ricoperto di penne per il terzo prossimale nella parte inferiore, dando l'impressione di una "barbetta) ed ali arrotondate.

In questa specie è presente un netto dicromatismo sessuale: le femmine, infatti, presentano testa nera con guance e gola biancastre, dorso, ali e coda di color bruno-cannella, petto, ventre e sottocoda biancastri con le singole penne orlate di bruno scuro a dare un effetto ondulato. I maschi, invece, presentano testa, petto, ali e dorso di colore nero sericeo, con evidenti riflessi purpurei: ai lati del petto le penne sono orlate di verde iridescente, mentre ventre, fianchi e codione presentano penne allungate e vaporose di colore giallo zolfo. Su ciascun fianco vi sono sei penne filiformi e molto lunghe che vengono tenute ripiegate all'indietro verso la coda, alle quali questi uccelli devono il proprio nome comune. In ambedue i sessi gli occhi sono rossi e circondati da una zona di pelle nuda che si estende assottigliandosi fino all'orecchio: il becco è nerastro e le zampe sono di colore carnicino.

## Biologia
Si tratta di uccelli dalle abitudini tendenzialmente diurne e solitarie: essi passano la maggior parte del tempo alla ricerca di cibo nella canopia, pronti a rifugiarsi nel folto della vegetazione al minimo accenno di pericolo.

### Alimentazione
La dieta della paradisea dalle dodici penne è prevalentemente frugivora, basandosi sui frutti di pandano ed altra frutta matura: essa comprende però anche una buona percentuale di piccoli animali, siano essi insetti, piccoli invertebrati o anche piccoli vertebrati come scinchi e rane. Questi uccelli sono stati inoltre spesso osservati mentre si nutrivano di nettare.

### Riproduzione

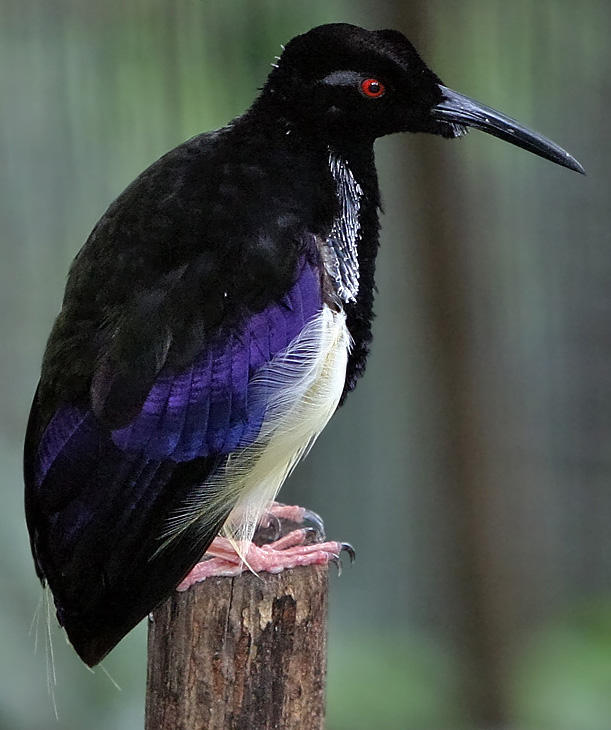
Maschio appollaiato.

La stagione riproduttiva di questi uccelli sembra subire variazioni secondo l'areale preso in considerazione (es. gennaio-novembre nel sud-est, giugno-gennaio nel nord-ovest), comprendendo però la gran parte dell'anno.
Si tratta di uccelli Poligini e che si esibiscono in lek: i maschi scelgono dei posatoi verticali ben esposti nella foresta (ad esempio alberi spezzati, pali o rami verticali), che provvedono a pulire accuratamente da foglie ed altro materiale. Da qui, essi attraggono le femmine con richiami nasali, accompagnati dal battito delle ali: al sopraggiungere di una femmina interessata, il maschio cerca il contatto fra il suo becco ed il proprio, per poi dare il via alla parata nuziale vera e propria. Questa consiste in una sorta di lap dance in cui il maschio si muove su e giù lungo il posatoio dando le spalle alla spasimante (che dal canto suo tiene la testa molto vicina al dorso, fra le vibranti penne filiformi della coda del maschio), ondeggiando lentamente la coda a destra e sinistra e contemporaneamente girando la testa nella direzione opposta, per poi infine girarsi verso di lei con le penne del petto arruffate: a questo punto, la femmina può farsi montare oppure allontanarsi ed osservare altri maschi, per poi scegliere solo in un secondo momento con quale accoppiarsi.
Dopo l'accoppiamento, i due si separano: il maschio riprende ad esibirsi per attrarre nuove femmine, mentre la femmina si occupa in solitudine della costruzione del nido a coppa, nella cova delle 1-2 uova (che dura circa 20 giorni) e delle cure parentali verso i nidiacei.

## Distribuzione e habitat
Con areale piuttosto frammentato, la paradisea dalle dodici penne è diffusa in tutta la Nuova Guinea (fatta eccezione per la zona centrale montuosa) e sulla vicina isola di Salawati.
L'habitat di questi uccelli è rappresentato dalla foresta pluviale primaria e secondaria di pianura, spesso occupando le aree paludose e sommerse stagionalmente.

## Tassonomia
Se ne riconoscono due sottospecie:

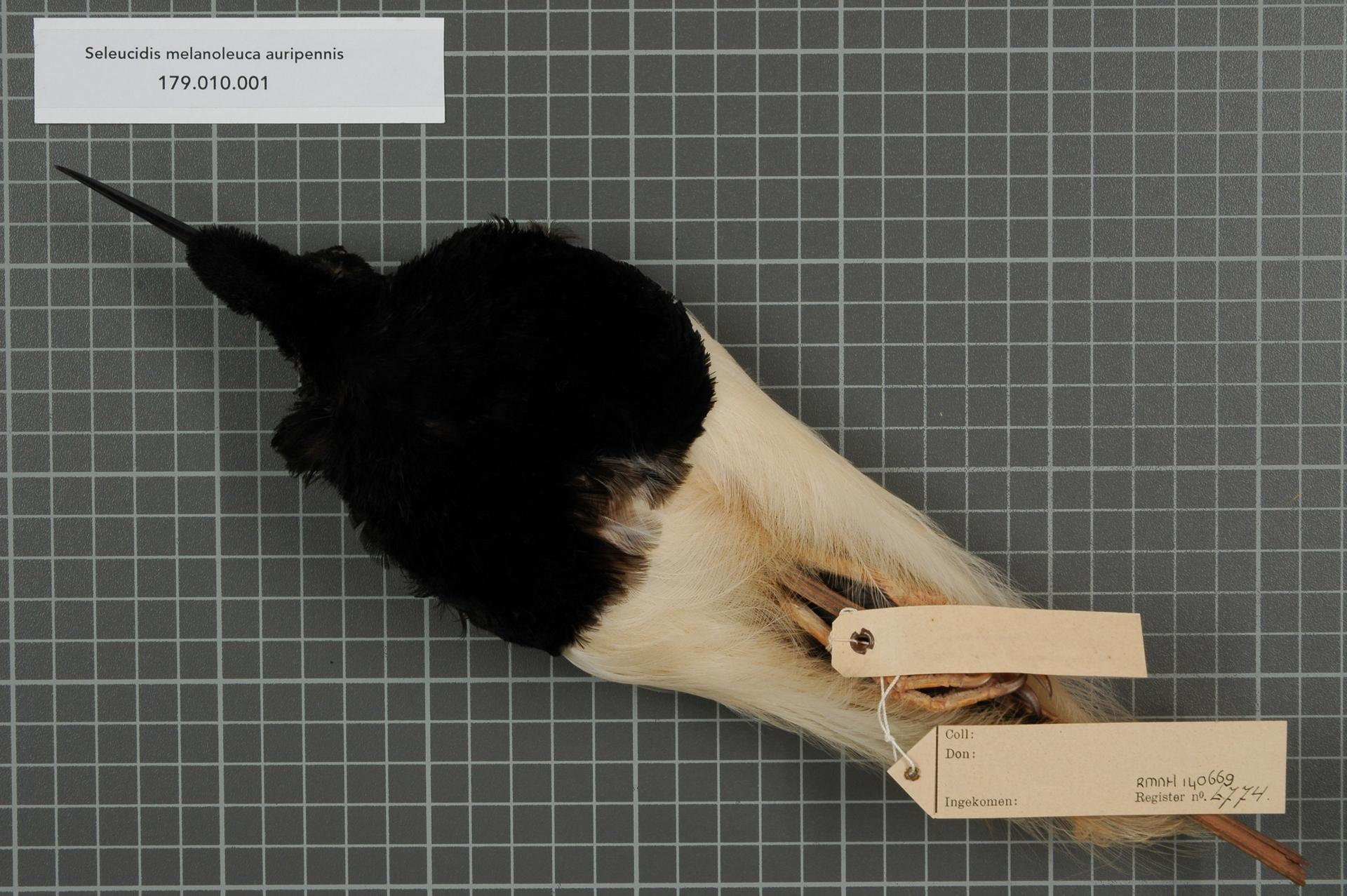
Maschio impagliato della sottospecie auripennis.

- Seleucidis melanoleucus melanoleucus, la sottospecie nominale, diffusa in tutto l'arale occupato dalla specie, meno che nella parte settentrionale della Nuova Guinea;
- Seleucidis melanoleucus auripennis Schluter, 1911, diffusa nell'area fra i fiumi Mamberamo e Ramu;

La paradisea dalle dodici penne è classificata in un proprio genere monotipico, Seleucidis, che nell'ambito della famiglia Paradisaeidae forma un clade basale rispetto al gruppo formato da Drepanornis, Semioptera e Ptiloris-Lophorina.
Ne è nota l'ibridazione con l'uccello fucile magnifico (ibrido classificato come specie a sé stante col nome di Craspedophora mantoui Oustalet, 1891), con la paradisea minore (ibrido inizialmente classificato come Paradisaea mirabilis Reichenow, 1901).